# Moinești
Moinești is een stad (oraș) in het Roemeense district Bacău. De stad telt 24.204 inwoners (2002).

## Geboren in Moinesti
- Tristan Tzara (1896-1963), dadaïstisch schrijver

Steden met gemeentestatus: Bacău · Moinești · Onești

Steden zonder gemeentestatus: Buhuși · Comănești · Dărmănești · Slănic-Moldova · Târgu Ocna